# Okresní soud v Rakovníku
Okresní soud v Rakovníku je okresní soud se sídlem v Rakovníku, který je co do počtu soudců jedním z nejmenších českých okresních soudů a jehož odvolacím soudem je Krajský soud v Praze. Soud se nachází v historické budově z roku 1840 na Sixtově náměstí, před níž je socha Karla Havlíčka Borovského. Rozhoduje jako soud prvního stupně ve všech trestních a civilních věcech, ledaže jde o specializovanou agendu (nejzávažnější trestné činy, insolvenční řízení, spory ve věcech obchodních korporací, hospodářské soutěže, duševního vlastnictví apod.), která je svěřena krajskému soudu.

## Soudní obvod
Obvod Okresního soudu v Rakovníku se téměř shoduje s okresem Rakovník, patří do něj území těchto obcí:
Bdín •
Branov •
Břežany •
Čistá •
Děkov •
Drahouš •
Hořesedly •
Hořovičky •
Hracholusky •
Hřebečníky •
Hředle •
Hvozd •
Chrášťany •
Janov •
Jesenice •
Kalivody •
Karlova Ves •
Kněževes •
Kolešov •
Kolešovice •
Kounov •
Kozojedy •
Krakov •
Krakovec •
Kroučová •
Krty •
Krupá •
Krušovice •
Křivoklát •
Lány •
Lašovice •
Lišany •
Lubná •
Lužná •
Malinová •
Městečko •
Milostín •
Milý •
Mšec •
Mšecké Žehrovice •
Mutějovice •
Nesuchyně •
Nezabudice •
Nové Strašecí •
Nový Dům •
Olešná •
Oráčov •
Panoší Újezd •
Pavlíkov •
Petrovice •
Pochvalov •
Přerubenice •
Příčina •
Přílepy •
Pšovlky •
Pustověty •
Račice •
Rakovník •
Roztoky •
Ruda •
Rynholec •
Řeřichy •
Řevničov •
Senec •
Senomaty •
Skryje •
Slabce •
Smilovice •
Srbeč •
Svojetín •
Sýkořice •
Šanov •
Šípy •
Švihov •
Třeboc •
Třtice •
Václavy •
Velká Buková •
Velká Chmelištná •
Všesulov •
Všetaty •
Zavidov •
Zbečno •
Žďár